# ペドロ・コスタ (フットサル選手)
ペドロ・アレシャンドレ・ダ・シウヴァ・ダ・コスタ（Pedro Alexandre da Silva da Costa、1978年12月18日 - ）は、ポルトガル出身のフットサル選手・フットサル指導者。2016年から名古屋オーシャンズ監督。ポルトガル代表。一般的にはペドロ・コスタ (Pedro Costa) またはコスティーニャ (Costinha) と呼ばれる。ポジションはフィクソ/アラ/ピヴォ。

## 経歴

### クラブ歴
1999年にスポルティングCPよりデビュー。2002年から2005年、2006年から2011年にSLベンフィカに在籍し、8年間で15のタイトルを獲得。2008年から2011年にはキャプテンを務め、UEFAフットサルカップ2009-10で優勝し、2010-11で準優勝した。ベンフィカではリカルジーニョとチームメイトで、ポルトガルで開催されたFIFAインターコンチネンタル・フットサルカップ2011では名古屋オーシャンズと対戦している。
2011年7月、Fリーグの名古屋オーシャンズに加入。名古屋は2011 AFCフットサルクラブ選手権で優勝したばかりであり、6月にはリカルジーニョが福島第一原子力発電所事故の影響を危惧して名古屋オーシャンズからCSKAモスクワに期限付き移籍していた。2013-14シーズンと2014-15シーズンには2シーズン連続でベスト5に選ばれた。
2015年にはキャプテンに就任したが、外国籍選手がキャプテンに就任するのはFリーグ史上初である。2015-16シーズンにはリーグ優勝（9連覇）を達成。2016年1月、2015-16シーズン限りでの現役引退と2016-17シーズンの名古屋オーシャンズ監督就任が発表された。同年3月、北原亘と合同で引退試合を行った。

### 代表歴
2002年に初出場したポルトガル代表としては、2000 FIFAフットサル世界選手権で3位となった。UEFAフットサル選手権2010では準優勝。EURO 2010を最後に代表引退したが、2013年10月に監督に請われて代表復帰し、UEFAフットサル選手権2014では4位。

## タイトル
スポルティングCP
- ポルトガル・リーグ (1) : 2000-01
- ポルトガル・スーパーカップ (1) : 2001-02
- ポルトガル・リーグ ベスト5 (1) : 2000-01

ARフレシェイロ
- ポルトガル・リーグ (1) : 2001-02
- ポルトガル・リーグ 最優秀選手 (1) : 2001-02
- ポルトガル・リーグ ベスト5 (1) : 2001-02

SLベンフィカ
- UEFAフットサルカップ (1) : 2009-10
- ポルトガル・リーグ (5) : 2002-03, 2004-05, 2006-07, 2007-08, 2008-09
- ポルトガル・カップ (4) : 2002-03, 2004-05, 2006-07, 2008-09
- ポルトガル・スーパーカップ (5) : 2002-03, 2003-04, 2006-07, 2007-08, 2009-10

名古屋オーシャンズ
- AFCフットサルクラブ選手権 (1) : 2014
- Fリーグ (5) : 2011-12, 2012-13, 2013-14, 2014-15, 2015-16
- 全日本選手権 PUMA CUP (3) : 2013, 2014, 2015
- Fリーグ オーシャンカップ (4) : 2011, 2012, 2013, 2014
- Fリーグ ベスト5 (2) : 2013-14, 2014-15

## 個人成績
| 国内大会個人成績 | 国内大会個人成績 | 国内大会個人成績 | 国内大会個人成績 | 国内大会個人成績 | 国内大会個人成績 | 国内大会個人成績 | 国内大会個人成績 | 国内大会個人成績 | 国内大会個人成績 | 国内大会個人成績 | 国内大会個人成績 |
| 年度             | クラブ           | 背番号           | リーグ           | リーグ戦         | リーグ戦         | リーグ杯         | リーグ杯         | オープン杯       | オープン杯       | 期間通算         | 期間通算         |
| 年度             | クラブ           | 背番号           | リーグ           | 出場             | 得点             | 出場             | 得点             | 出場             | 得点             | 出場             | 得点             |
| 日本             | 日本             | 日本             | 日本             | リーグ戦         | リーグ戦         | オーシャン杯     | オーシャン杯     | 全日本選手権     | 全日本選手権     | 期間通算         | 期間通算         |
| ---------------- | ---------------- | ---------------- | ---------------- | ---------------- | ---------------- | ---------------- | ---------------- | ---------------- | ---------------- | ---------------- | ---------------- |
| 2011-12          | 名古屋           | Fリーグ          | 14               | ??               | ?                |                  |                  |                  |                  |                  |                  |
| 2012-13          | 名古屋           | Fリーグ          | 14               | ??               | ?                |                  |                  |                  |                  |                  |                  |
| 2013-14          | 名古屋           | Fリーグ          | 14               | 28               | 9                |                  |                  |                  |                  |                  |                  |
| 2014-15          | 名古屋           | Fリーグ          | 14               | 32               | 10               |                  |                  |                  |                  |                  |                  |
| 2015-16          | 名古屋           | Fリーグ          | 14               | 33               | 15               |                  |                  |                  |                  |                  |                  |
| 通算             | 日本             | 日本             | Fリーグ          | 145              | 46               |                  |                  |                  |                  |                  |                  |
| 通算             | 日本             |                  |                  |                  |                  |                  |                  |                  |                  |                  |                  |
| 総通算           |                  |                  |                  |                  |                  |                  |                  |                  |                  |                  |                  |